# McCoy (Familienname)
McCoy ist ein englischer Familienname.

## Namensträger
- Al McCoy (1894–1966), US-amerikanischer Boxer
- Alfred W. McCoy (* 1945), US-amerikanischer Historiker
- Barry McCoy (* 1940), US-amerikanischer Physiker
- Charles McCoy (Boxer) (1872–1940), US-amerikanischer Boxer
- Charlie McCoy (Radsportler) (* 1937), britischer Radsportler
- Charlie McCoy (* 1941), US-amerikanischer Country-Musiker
- Clarence John McCoy (1935–1993), US-amerikanischer Herpetologe
- Clyde McCoy (1903–1990), US-amerikanischer Jazz-Musiker und Bigband-Leader
- Colt McCoy (* 1986), US-amerikanischer American-Football-Spieler
- Dennis McCoy (* 1945), US-amerikanischer Skirennläufer
- Dorothy McCoy (1903–2001), US-amerikanische Mathematikerin
- Elijah McCoy (1844–1929), kanadischer Ingenieur und Erfinder
- Elizabeth McCoy (1903–1978), US-amerikanische Bakteriologin
- Erik McCoy (* 1997), US-amerikanischer American-Football-Spieler
- Ernie McCoy (1921–2001), US-amerikanischer Rennfahrer
- Evyn McCoy (* 1992), US-amerikanische Volleyballspielerin
- Frank Ross McCoy (1874–1954), US-amerikanischer Generalmajor
- Freddie McCoy (1932–2009), US-amerikanischer Jazzmusiker
- Frederick McCoy (1817–1899), britischer Paläontologe
- Garry McCoy (* 1972), australischer Motorradrennfahrer
- Gerald McCoy (* 1988), US-amerikanischer American-Football-Spieler
- Harry McCoy (1889–1937), US-amerikanischer Schauspieler
- Herbert Newby McCoy (1870–1945), US-amerikanischer Chemiker
- Herschel McCoy (1912–1956), US-amerikanischer Kostümbildner
- Horace McCoy (1897–1955), US-amerikanischer Schriftsteller, Publizist und Drehbuchautor
- J. J. McCoy (* 1958), irischer Rugby-Union-Spieler
- Jake McCoy (1942–2021), US-amerikanischer Eishockeyspieler
- Joe McCoy (1905–1950), US-amerikanischer Bluesgitarrist
- John McCoy (Bassist) (* 1950), britischer Bassgitarrist
- John Calvin McCoy (1811–1889), US-amerikanischer Kaufmann und Stadtgründer
- John W. McCoy (1910–1989), US-amerikanischer Maler
- K. L. McCoy (* 1975), deutscher Autor, siehe Tilman Rammstedt
- Kayla McCoy, Geburtsname von Kayla McKenna (* 1996), US-amerikanisch-jamaikanische Fußballspielerin
- Kerry McCoy (* 1974), US-amerikanischer Ringer
- LeSean McCoy (* 1988), US-amerikanischer American-Football-Spieler
- Lori McCoy-Bell, US-amerikanische Hairstylistin
- Maia McCoy (* 1996), liberianisch-US-amerikanische Sprinterin
- Maimie McCoy (* 1980), britische Schauspielerin
- Matt McCoy (Schauspieler) (* 1958), US-amerikanischer Schauspieler
- Matt McCoy (Politiker) (* 1966), US-amerikanischer Politiker
- Matt McCoy (Rugbyspieler) (1923–2007), australischer Rugby-League-Spieler
- Matt McCoy (Footballspieler) (* 1982), US-amerikanischer Footballspieler
- Max McCoy (* 1958), US-amerikanischer Journalist und Schriftsteller
- Max McCoy (Fußballspieler) (* 2004), singapurisch-englischer Fußballspieler
- Neal McCoy (* 1963), US-amerikanischer Country-Sänger
- Owen McCoy (1907–1988), britischer Ordensgeistlicher, römisch-katholischer Bischof von Oyo
- Papa Charlie McCoy (1909–1950), US-amerikanischer Blues-Musiker
- Patti Moran McCoy, Ehename von Pat Moran (* 1934), US-amerikanische Jazzpianistin
- Penny McCoy (* 1949), US-amerikanische Skirennläuferin
- Rachel McCoy (* 1995), US-amerikanische Hochspringerin
- Robert McCoy (Politiker) († 1849), US-amerikanischer Politiker
- Robert McCoy (Pianist) (1910–1978), US-amerikanischer Bluesmusiker
- Robert McCoy (um 1930–2011), US-amerikanischer Jazztrompeter, siehe Bob McCoy
- Robert Lee McCoy, ein Künstlername von Robert Nighthawk (1909–1967), US-amerikanischer Bluesmusiker
- Rose Marie McCoy (1922–2015), US-amerikanische Songwriterin
- Sandra McCoy (* 1979), US-amerikanische Schauspielerin
- Sarah McCoy (* 1985), US-amerikanische Jazz- und Popmusikerin
- Scott McCoy, US-amerikanischer Politiker
- Starian Dwayne McCoy (* 2001), deutsch-amerikanischer Popsänger
- Sylvester McCoy (* 1943), schottischer Schauspieler
- Tim McCoy (1891–1978), US-amerikanischer Schauspieler
- Tony McCoy (* 1974), nordirischer Jockey
- Travie McCoy (* 1981), US-amerikanischer Sänger
- Tyron McCoy (* 1972), US-amerikanischer Basketballspieler
- Van McCoy (1940–1979), US-amerikanischer Musiker und Musikproduzent
- Walter McCoy (* 1958), US-amerikanischer Leichtathlet
- Walter I. McCoy (1859–1933), US-amerikanischer Politiker
- Wanya McCoy (* 2003), bahamaischer Sprinter
- William McCoy († 1864), US-amerikanischer Politiker
- William McCoy (Meuterer) († 1798), britischer Seemann
- William McCoy (Rumhändler) (1877–1948), US-Amerikaner und zentrale Figur der Prohibition und des Freihandels

## Fiktive Figuren
- Karen McCoy, Protagonistin in Karen McCoy – Die Katze, US-amerikanischer Spielfilm (1993)
- Leonard McCoy, Arzt auf dem Raumschiff Enterprise, siehe Figuren im Star-Trek-Universum #Dr. Leonard „Pille“ McCoy